# Allocosa olivieri
Allocosa olivieri är en spindelart som först beskrevs av Simon 1876.  Allocosa olivieri ingår i släktet Allocosa och familjen vargspindlar. Inga underarter finns listade i Catalogue of Life.